# Йоанна (герцогиня Дураццо)
Йоанна Дураццо (1344 — 20 липня 1387) — старша дочка Карла, герцога Дураццо, та його дружини Марії Калабрійської. Йоанна стала герцогинею після смерті свого батька в 1348 році, коли їй було всього чотири роки. Належала до дому Анжу-Дураццо.
Вона правила як герцогиня Дураццо у 1348—1368 роках. Двічі вийшла заміж; спочатку за Луї Наварського, а потім за Роберта IV Артуа, графа д'Е.

## Біографія
Батько Йоанни помер у 1348 році, і вона стала його наступницею, будучи найстаршою дитиною, що вижила. Однак Йоанна залишилася в Неаполі, а не поїхала в Дураццо.[неавторитетне джерело] Саме тут вона була заручена зі своїм двоюрідним братом Крлом Мартелом, сином королеви Жанни. Карл Мартел був спадкоємцем в Угорщині через відсутність спадкоємців чоловічої статі. Хлопчика перевезли до Угорщини, але заручини були розірвані, коли хлопець помер близько 1348 року в Угорщині.[неавторитетне джерело]
У 1365 році у віці двадцяти одного року Йоанна вийшла заміж за свого першого чоловіка Луї Наварського, який став герцогом Дураццо на праві своєї дружини. Він був сином Жанни II Наварської. У 1368 році Дураццо захопив Карл Топія. Йоанна та її чоловік негайно почали планувати відвоювання не тільки Дураццо, але й усіх земель колишнього Анжуйського Албанського королівства, завойованого болгарською династією Срацимирів у 1332 році. Їм вдалося заручитися підтримкою брата Луї Карла II Поганого та короля Франції Карла V. У 1372 році Луї привів найманців, які воювали з ним під час війни у Франції, щоб допомогти їм взяти Дураццо. Їхні ряди значно розширилися в 1375 році з новобранцями безпосередньо з Наварри. Збереглося багато документів, які розповідають про складну природу військового планування та інженерії, яка була здійснена для забезпечення успіху. У середині літа 1376 року вони захопили місто. Незабаром Луї помер. Дітей у Луї та Йоанни не було. Йоанна так і не повернула повний контроль над Дураццо, і до 1385 року місто знову було в руках Карла Топія.
Близько 1376 року Йоанна вдруге вийшла заміж за Роберта IV Артуа, графа д'Е. 20 липня 1387 року Джоанна і Роберт під час перебування в Кастель-дель-Ово в Неаполі були отруєні за наказом сестри Йоанни Маргарети.
Йоанна похована в Сан-Лоренцо в Неаполі.